# Teufik Pletilić
Teufik Pletilić, bosansko-hercegovski general, * 20. september 1916, † ?.

## Življenjepis
Pletilić, častnik VKJ, se je leta 1942 pridružil NOVJ in naslednje leto še KPJ. Med vojno je bil na poveljniških položajih več enot.
Po vojni je bil načelnik štaba divizije in korpusa ter na različnih položajih v SSNO.